# Mehrdistanzschießen
Das Mehrdistanzschießen ist eine Schießsportdisziplin des Bundes Deutscher Sportschützen (BDS) bei der unter Zeitdruck aus unterschiedlichen Distanzen auf Zielscheiben geschossen wird. Die Disziplin wird für Kurzwaffen und Langwaffen (Büchse und Flinte) angeboten.

## Ablauf
Der Ablauf des Mehrdistanzschießens besteht aus 40 Schuss bei Kurzwaffen oder 30 Schuss bei Langwaffen. Er ist unterteilt in Fertigkeitsschießen und Parcoursschießen, zuzüglich Probeschüssen. Es wird auf die BDS-Kurzwaffenscheibe geschossen; diese entspricht in den Maßen der UIT-Scheibe, jedoch sind die 9er, 10er und Innenzehner-Ringe weiß anstelle von schwarz dargestellt. Flinten werden mit Slugs geschossen.

### Fertigkeitsschießen
Das Fertigkeitsschießen findet üblicherweise mit mehreren Schützen parallel statt, die nebeneinander gleichzeitig schießen. Die Schießzeit wird durch Drehen der Scheiben oder akustische Signale angezeigt. Es wird nur eine Scheibe pro Schütze verwendet.
Der Durchgang beginnt mit Probeschießen auf größte Entfernung, Zeit drei Minuten, Schusszahl beliebig.

#### Kurzwaffe
Schießzeit jeweils 10 Sekunden, nach der zweiten Position findet eine Trefferaufnahme statt und die Schusslöcher werden abgeklebt.
1. 5 Meter: 5 Schuss mit der schussschwachen Hand
2. 10 Meter: 5 Schuss  mit der schussstarken Hand
3. 15 Meter: 5 Schuss beidhändig
4. 20 Meter: 5 Schuss beidhändig

#### Langwaffe
Schießzeit jeweils 15 Sekunden.
1. 15 Meter: 5 Schuss kniend
2. 20 Meter: 5 Schuss stehend
3. 25 Meter: 5 Schuss kniend

### Parcoursschießen
Bei Parcoursschießen schießt nur ein Schütze zur selben Zeit, von unterschiedlichen Positionen auf ebenso viele Scheiben. Von jeder Position wird eine andere Scheibe beschossen. Die für den Parcours benötigte Gesamtzeit wird elektronisch gemessen und geht in die Gesamtwertung ein. Je nach Waffenart ist das Zeitlimit verschieden. für jede Sekunde darüber gibt es Ringabzug.

#### Kurzwaffe
Es wird mit fertiggeladener, geholsterter Waffe auf der 20-Meter-Schießposition gestartet.
1. 20 Meter: 5 Schuss stehend, danach vorgehen auf die 15-Meter-Position, nachladen
2. 15 Meter: 5 Schuss kniend, danach vorgehen auf die 10-Meter-Position, nachladen
3. 10 Meter: 5 Schuss stehend, danach vorgehen auf die 5-Meter-Position, nachladen
4. 5 Meter: 5 Schuss stehend, einhändig

Zum Nachladen können entweder einzelne Patronen mitgeführt werden (Variante 1) oder bei Pistolen vorgeladene Magazine bzw. bei Revolvern gefüllte Speedloader oder Moonclips verwendet werden (Variante 2).

#### Langwaffe
Es wird mit fertiggeladener Waffe im jagdlichen Voranschlag gestartet.
1. 25 Meter: 5 Schuss stehend, danach vorgehen auf die 20-Meter-Position, nachladen
2. 20 Meter: 5 Schuss kniend, danach vorgehen auf die 15-Meter-Position, nachladen
3. 15 Meter: 5 Schuss stehend

## Wertung
Bei Parcoursschießen besteht ein Zeitlimit, das sich je nach eingesetzter Waffenart und Nachladetechnik (Magazinwechsel, Magazin füllen, lose Patronen …) unterscheidet. Für jede volle Sekunde, um die diese Schießzeit im Parcoursteil überschritten wird, wird ein Ring vom Ergebnis abgezogen. Im Fertigkeitsteil wird für jeden nach dem Stopp-Signal abgegebenen Schuss der jeweils beste Treffer gestrichen.
Die verbleibenden Ringzahlen von Parcours- und Fertigkeitsteil werden zum Gesamtergebnis addiert.
Alle Altersklassen und die meisten Geräteklassen können bei Mehrdistanzschießen antreten.
Die jeweils gültigen Zeitlimits, Altersklassen und die angebotenen Geräteklassen können dem aktuellen genehmigten Sporthandbuch entnommen werden, das auf der Internetseite des BDS sowie des Bundesverwaltungsamtes veröffentlicht ist.

## Meisterschaften
Mehrdistanzschießen wird deutschlandweit auf Vereinsebene geschossen. Es finden Vereins-, Bezirks-, Landes- und Deutsche Meisterschaften statt. Der Zugang zu höheren Meisterschaften ist in der Regel durch Qualifikation auf der niedrigeren Ebene abhängig.